# Christian Schmidt (Schauspieler, 1970)
Christian Schmidt (* 13. Mai 1970 in Halle (Saale)) ist ein deutscher Schauspieler.

## Karriere
Schmidt, Sohn des Schauspielers Carlo Schmidt, studierte von 1990 bis 1994 an der Hochschule für Schauspielkunst Ernst Busch in Berlin. Nach dem Abschluss seiner Schauspielausbildung bekam Schmidt ein Engagement am Hans Otto Theater Potsdam. Es folgten weitere Theaterengagements am Hebbel-Theater Berlin, der Schaubühne am Lehniner Platz, am Deutschen Theater Berlin, bei den Bad Hersfelder Festspielen, am Theater am Goetheplatz in Bremen sowie am Mainfranken Theater in Würzburg. Durch Gastrollen in Serien wie Balko, SK-Babies oder Für alle Fälle Stefanie wurde er einem breiten Publikum bekannt. Von 2001 bis 2006 spielte er die Rolle des Arztes Moritz Roßwein in der ZDF-Serie Der Landarzt.

## Privates
Schmidt ist mit der Schauspielerin Catherine Stoyan verheiratet; sie haben eine gemeinsame Tochter.

## Hörspiele (Auswahl)
- 2012: von Rainer Schildberger: Nervenkostüm – Regie: Alexander Schuhmacher

## Filmografie (Auswahl)
- 1986: Caspar David Friedrich – Grenzen der Zeit
- 1994: Anna Maria – Eine Frau geht ihren Weg
- 2001–2006: Der Landarzt
- 2003: Der letzte Zeuge – Haut aus Eisen
- 2004: Der Untergang
- 2005: Liebes Spiel
- 2006: Ein starkes Team – Zahn um Zahn
- 2006: Tatort – Schlaflos in Weimar
- 2007: Ein starkes Team – Unter Wölfen
- 2007: SOKO Köln – Tod einer Polizistin
- 2007: Die Rosenheim-Cops – Zu viel Geld, zu wenig Leben
- 2007: Rosa Roth – Der Tag wird kommen
- 2008: Der Baader Meinhof Komplex
- 2011, 2021: In aller Freundschaft (Fernsehserie, zwei Folgen)
- 2012: Notruf Hafenkante – Alte Schule
- 2015: Kommissarin Heller: Querschläger
- 2020: SOKO Köln – Enthüllung
- 2023: In aller Freundschaft – Die jungen Ärzte – Umdenken
- 2025: SOKO Potsdam: Eure Welt, unsere Welt

## Theater (Auswahl)
- 2015: Großer Hersfeld-Preis der Bad Hersfelder Festspiele für seine Rollen als Antipholus in Komödie der Irrungen (Inszenierung: Dieter Wedel) und als Oberon/Theseus in Sommernachts-Träumereien (Inszenierung: Joern Hinkel)
- 2016: Bad Hersfelder Festspiele – Hexenjagd[2]